# Lenzerheide Motor Classics

Logo der Lenzerheide Motor Classics

Lenzerheide Motor Classics ist eine Motorsportveranstaltung, die seit 2011 vom Verein Lenzerheide Motor Classics ausgetragen wird. Sie findet jährlich im Juni in Lenzerheide statt. Rund 250 historische Autos und Motorräder nehmen jeweils teil.

## Geschichte
Am 26. August 1951 fand das nationale Bergrennen Lenzerheide statt. Am 25. August 1957 fand ein weiteres Internationales Bergrennen statt, welches damals zur Europameisterschaft zählte.
Zur Wiederbelebung fand vom 1. bis 3. Juli 2011 die 1. Lenzerheide Motor Classics 2011 statt. Vorausgegangen waren vom 2. bis 3. Juli 2005 die Ferrari und Maserati Days auf der Lenzerheide. In den Jahren 2020 und 2021 wurde die Veranstaltung aufgrund der COVID-19-Pandemie abgesagt und jeweils durch ein Sommerfest ersetzt.
Seit 2016 wird der CO2-Ausstoss der Lenzerheide Motor Classics von rund 134 Tonnen durch Waldschutzprojekte kompensiert. Der Anlass gilt als klimaneutral. Den grössten Anteil am CO2 hat die Mobilität der Besucher, während der Anteil der Rennfahrzeuge gemäss Berechnungen bei lediglich 4,3 Tonnen liegen soll.

## Streckenführung und Charakteristik
Die Strecke ist ein asphaltierter Rundkurs mit Start am Julierparkplatz, wo die Dieschen sot in die Voa Principala einmündet, und zurück Richtung Norden entlang des Heidsees zum Bike Kingdom Park wieder zum Julierparkplatz. Die Streckenlänge beträgt 2,45 Kilometer mit einer neutralen Zone von 250 Metern.

## Auszeichnungen

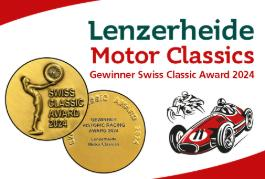
Logo der Lenzerheide Motor Classics Gewinner des Swiss Classic Award 2024

- Swiss Classic Award 2024 Historic Motorsport